# Alfonso Lussón
Alfonso Lussón (Madrid, 1941-Madrid, 27 de mayo de 2006) fue un actor y humorista español.

## Biografía
Instalado en Madrid siendo aún muy joven, su andadura profesional comienza sobre los escenarios a principios de los años sesenta, en pequeños papeles de reparto.
Sin embargo, la verdadera popularidad le llega una década más tarde, cuando en 1976 forma con Manolo Codeso el dúo humorístico Lussón y Codeso, con el que triunfan tanto en televisión (programas como Aplauso o 300 Millones) como en salas de fiesta y giras por el país durante 13 años. La pareja artística se separa en 1989 por las desavenencias personales entre ambos.
Lussón retoma entonces su carrera interpretativa en solitario siempre dentro del registro cómico, y sobre todo en la pequeña pantalla. En cine no alcanzó a rodar más de una decena de títulos, desde su debut en 1973 con Celos, amor y Mercado Común, de Alfonso Paso. Seguirían Eva, limpia como los chorros del oro (1977), Adulterio nacional (1982), de Francisco Lara Polop, Disparate nacional (1990), de Mariano Ozores y más recientemente Muertos de risa (1999), de Álex de la Iglesia, ¡Ja me maaten...! (2000), de Juan Muñoz o Isi/Disi - Amor a lo bestia (2004), de Chema de la Peña.
Para televisión intervino en numerosas series como Pero ¿esto qué es? (1989-1990), de Hugo Stuven; Villarriba y Villabajo (1994), La revista (1995-1996), La banda de Pérez (1997), Todos los hombres sois iguales (1997-1998), Jacinto Durante, representante (1999) y Cruz y raya.com (2002-2004).
Falleció a los 65 años, víctima del cáncer.